# Owijka

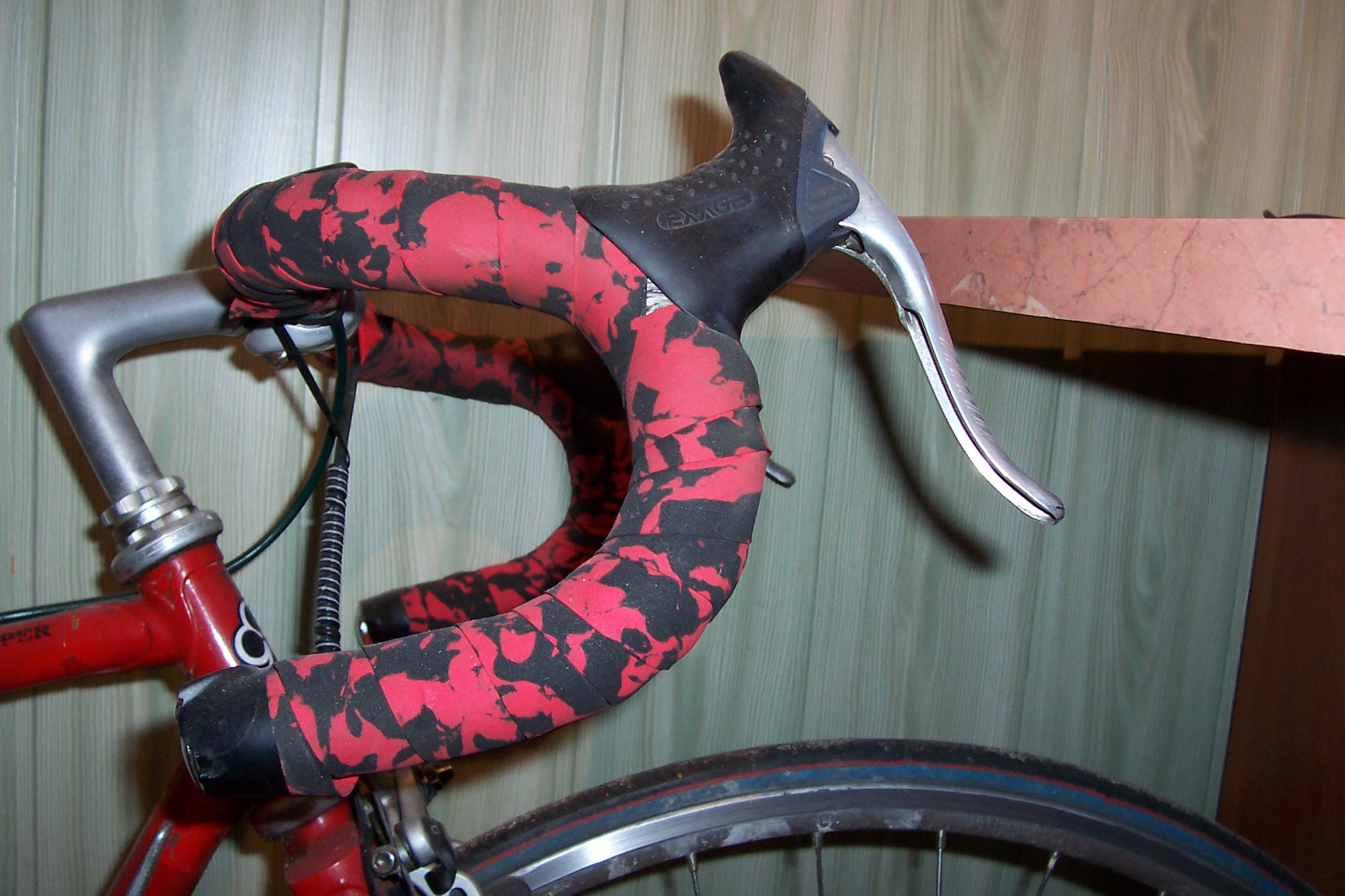
Kierownica roweru szosowego owinięta owijką

Owijka – taśma owijana wokół kierownicy roweru szosowego, której zadaniem jest zapobiegnięcie ślizganiu się rąk, zapewniając przy tym dobrą kontrolę roweru podczas jazdy. 
W kierownicy szosowej nie stosuje się tzw. „rączek” – tak jak w przypadku innych konstrukcji – przez wzgląd na to, iż kolarz podczas jazdy korzysta z całej jej długości, co jest z kolei spowodowane konstrukcją tejże kierownicy.